# Chorvatská liga ledního hokeje 1997/1998
Chorvatská liga ledního hokeje 1997/1998 byla sedmou sezónou Chorvatské hokejové ligy v Chorvatsku, které se zúčastnily celkem 4 týmy. Ze soutěže se nesestupovalo.

## Systém soutěže
V základní části každé družstvo odehrálo 12 zápasů (2x venku a 2x doma). Tým, který se umístil na prvním a druhém místě postoupil přímo do finále playoff, které se hrálo na tři vítězné zápasy. Týmy, umístěné na třetím a čtvrtém místě odehrály souboj o třetí místo, které se hrálo na dva vítězné zápasy.

## Základní část
| Vysvětlivka           |
| --------------------- |
| Postupující do finále |
| O třetí místo         |

| Poř. | Tým                | Z  | V  | R | P  | VG  | OG  | B  |
| ---- | ------------------ | -- | -- | - | -- | --- | --- | -- |
| 1.   | KHL Medveščak      | 12 | 10 | 1 | 1  | 86  | 39  | 21 |
| 2.   | KHL Mladost Zagreb | 12 | 8  | 1 | 3  | 131 | 46  | 17 |
| 3.   | KHL Zagreb         | 12 | 5  | 0 | 7  | 68  | 65  | 10 |
| 4.   | HK INA Sisak       | 12 | 0  | 0 | 12 | 29  | 164 | 0  |

## Playoff

### O třetí místo
- KHL Zagreb – HK INA Sisak 2:0 (7:0,11:2)

### Finále
- KHL Medveščak – KHL Mladost Zagreb 3:1 (3:4,3:2,4:1,7:5)